# YotaPhone 3
YotaPhone 3 (Yota 3) (Йотафо́н 3) — третье поколение смартфона с двумя активными экранами, разработанного компанией Yota Devices.
Смартфон обладает 5,5-дюймовым основным дисплеем AMOLED с разрешением FullHD, а также 5,2-дюймовым дополнительным экраном E-Ink на задней крышке. Установленная YOTA OS основана на Android с поддержкой e-ink дисплея.
YotaPhone 3 оснащён восьмиядерным процессором Qualcomm Snapdragon 625, 4 ГБ оперативной памяти и аккумулятором на 3200 мАч. Также в устройстве присутствует порт USB Type-C для зарядки и слот для двух SIM-карт.

## История
Анонс YotaPhone 3 состоялся 16 июня 2017 года в рамках IV Российско-Китайской ЭКСПО в Харбине, Китай. Однако внешний вид и технические характеристики устройства на презентации не были представлены. Предполагалось, что смартфон будет выпускаться в двух вариантах: с 64 и 128 ГБ памяти по цене $350 и $450 соответственно.
23 августа 2017 года в посольстве России в Пекине состоялась официальная презентация YotaPhone 3. В ходе мероприятия было объявлено, что разработка устройства длилась 10 месяцев, в которой приняли участие более 100 специалистов из России и Китая. Также были объявлены характеристики, начальные даты продажи и регистрации на покупку.
Изначально устройство продавалось на китайском рынке под названием Yota3. С октября 2017 года по июль 2018 года было продано чуть более 17 тысяч устройств. China Baoli, владевшая эксклюзивными правами на бренд в Китае, сообщила об убытках более чем в $15 млн..
Предполагалось, что позже смартфон появится в России и других странах под названием YotaPhone 3. Однако это не произошло, и в 2019 году компания Yota подала на Острова Кайман иск о банкротстве.
В октябре 2020 года цена нового YotaPhone 3 на AliExpress составляла от 17 000 (64 ГБ) до 21 000 (128 ГБ) рублей.

## Технические характеристики
Главной особенностью Yotaphone 3, как и смартфонов предыдущих поколений, является наличие двух экранов: основного цветного и дополнительного монохромного с использованием технологии электронных чернил. Диагональ основного amoled-экрана составляет 5,5 дюйма, второго экрана с технологией e - Ink - 5,2 дюйма. Второй экран предназначен для чтения книг и экономии заряда батареи, а также для снижения усталости глаз. В Китае смартфон оснащен популярными приложениями для чтения, включая Chinese reading, iReader, Lbook и Migu.
Производительность Yotaphone 3 обеспечивается процессором Snapdragon 625 с 4 Гб оперативной памяти. Объем встроенной памяти может составлять 64 ГБ или 128 ГБ. Камеры смартфонов имеют разрешение 13 и 12 МП, оснащены сканером отпечатков пальцев и поддержкой двух sim-карт.
Другие особенности включают аккумулятор емкостью 3200 мАч, поддержку Android Nougat и форм-фактор моноблока.